# Gerry Adams
Gerry Adams, en irlandès Gearóid Mac Ádhaimh, (Belfast, 6 d'octubre de 1948) és un polític nord-irlandès, representant de Belfast Oest al Parlament del Regne Unit i president del Sinn Féin.

## Biografia

### Primers anys
Gerry Adams fill va nàixer en la circumscripció de Belfast Oest, en el si d'una família catòlica nacionalista molt activista. Va deixar l'escola St. Mary dels Germans Cristians i va treballar de cambrer en un pub, si bé es va anar involucrant cada vegada més en el moviment republicà, fins que el 1964 es va afiliar al Sinn Féin i al Fianna Éireann.Moltes vegades ha declarat que mai ha sigut membre de l'Exèrcit Republicà Irlandès (IRA), però alguns documents d'estat britànics i irlandesos (desclassificats per haver transcorregut trenta anys) l'assenyalen com una important figura de l'IRA a principis dels setanta. Poc després d'aprovar-se la presó preventiva (per mitjà de la coneguda com a Llei de poders especials), Adams va ser empresonat en 1972 en el Maidstone, un vaixell presó britànic. Se'l considerava un personatge rellevant, com posa de manifest el fet que fóra alliberat per a participar en les converses de pau de 1972, però posteriorment va ser arrestat i empresonat de 1973 a 1977 i en 1978, en aquesta ocasió en el centre penitenciari de Long Kesh.

### President del Sinn Féin
En 1978 es va convertir en vicepresident del Sinn Féin. El moviment republicà es va escindir en els anys setanta entre els líders suposadament més radicals d'Irlanda del Nord, agrupats entorn d'Adams, i els cercles nacionalistes més tradicionals al voltant del mestre i líder republicà Ruairí O Brádaigh.
Una de les escissions més importants per la seua rellevància tàctica, militar i política es va produir en 1983, quan l'executiu eminentment meridional va ser substituït pel seu homòleg Irlanda del Nord liderat per Adams. Fonamental en esta divisió va ser el canvi en 1986 de la clàssica política d'abstencionisme per la que el Sinn Féin sempre s'havia negat a reconèixer l'autoritat del govern britànic a Irlanda del Nord i la legitimitat de la República Irlandesa, argumentant que esta última va ser creada (amb un nom distint) per mitjà del Tractat Angloirlandès de 1921; en conseqüència, el Sinn Féin s'abstenia (d'ací el nom d'aquesta pràctica) d'ocupar els escons obtinguts en els parlaments britànic i irlandès. L'abandó de l'abstencionisme, un dels antics valors essencials del Sinn Féin en la seua relació amb el Parlament de la República o Dáil Éireann, va provocar una divisió, per la que una minoria partidària del líder meridional Ruairí O Brádaigh va deixar el partit. D'ara en avant, aquesta minoria insistiria en el fet que ells eren els vertaders republicans del Sinn Féin, per la qual cosa van adoptar el nom de Sinn Féin Republicà.
Adams va resultar triat líder del Sinn Féin i un nou grup de líders procedents d'Irlanda del Nord, entre ells figures com Danny Morrison i Martin McGuinness, va prendre el control del moviment i les seues iniciatives. Subratllant els èxits electorals del Sinn Féin a principis i a mitjan dècada dels vuitanta, quan els participants a les vagues de fam Bobby Sands i Ciaren Doherty van ser triats diputats en la Cambra dels Comuns del Regne Unit i en el Parlament irlandès respectivament, Adams i altres responsables van defendre que el Sinn Féin havia de polititzar-se en major grau i donar suport a la seua capacitat d'influència en la política electoral en compte de en els moviments paramilitars. Els resultats electorals van confirmar la idoneïtat d'aquesta estratègia quan Sands va ser substituït després de la seua mort pel candidat del Sinn Féin Eoin Carron i els mateixos Adams i McGuinness van ser triats parlamentaris, a més del nomenament com a Alcalde de Belfast d'Alex Maskey.

### Salt a la política institucional
No obstant això, el Sinn Féin va continuar amb la seua política d'abstencionisme cap al parlament de Westminster, inclús després de la victòria d'Adams en la circumscripció de Belfast Oest. En les eleccions generals del Regne Unit de 1992, va perdre el seu escó enfront del SDLP, però el va tornar a obtenir en les següents eleccions de 1997. Durant el lideratge d'Adams, el Sinn Féin va passar de ser una base de suport polític per a l'IRA Provisional a ser un partit organitzat professionalment, tant en la república com en el nord. Posteriorment es van iniciar contactes oficiosos amb el Ministeri per a Irlanda del Nord del Regne Unit, llavors encapçalat pel Secretari d'Estat per a Irlanda del Nord, Peter Brooke, i amb el govern de la República, presidit per Charles Haughey.
Hui sabem que Gerry Adams va participar en conversacions secretes amb el president del SDLP i parlamentari John Hume des de 1988. La sèrie de contactes entre Adams i Hume, així com entre el primer i els governs britànic i irlandès¸ va assentar les bases per al que més tard seria l'Acord de Belfast i per al que va suposar la Declaració de Downing Street i el Document marc conjunt.
Els èxits del Sinn Féin van conduir a la treva de l'IRA proclamada a l'agost de 1994. El president irlandès, Albert Reynolds, que havia succeït en el càrrec Haughey i havia exercit un paper fonamental a través del seu conseller Martin Mansergh en la convocatòria de reunions entre els diversos partits, va considerar que la treva seria permanent. No obstant això, la lentitud en els avanços que provocava el fet que el govern britànic de John Major depengués dels vots unionistes en la Casa dels Comuns, va portar l'IRA a trencar la treva i embarcar-se en una campanya de violència.
Més tard es va aconseguir un nou alto el foc en el marc de l'estratègia de negociacions, en què van participar delegacions dels governs britànic i irlandès, el Partit Unionista de l'Ulster, el SDLP, el Sinn Féin i representants de les organitzacions paramilitars lleialistes, tots davall la presidència de l'antic senador nord-americà Mitchell. Junts van aconseguir l'Acord de Belfast (també conegut com a Acord de Divendres Sant per haver-se firmat el Divendres Sant de 1998); en virtut d'aquest acord, es van crear estructures que reflectiren les identitats irlandesa i britànica de la població d'Irlanda del Nord, inclòs un Consell britanicoirlandés i una Assemblea legislativa d'Irlanda del Nord. Els articles 2 i 3 de la constitució de la república, en què es podia inferir un contenciós territorial per a Irlanda del Nord, es van reescriure i es va fundar un comitè executiu de poder de codecisió. Part de l'acord consistia en el fet que el Sinn Féin abandonara la seua política abstencionista respecte al parlament nord-irlandès, per la qual cosa aquest partit va ocupar els seus escons en l'assemblea de Stormont, així com dos carteres en el govern d'Irlanda del Nord.
Els oponents de Gerry Adams en el Sinn Féin Republicà el van acusar de "vendre's" en acceptar participar en el que ells consideraven "assemblees secessionistes" tant en la república com en el nord. Així i tot, ell va insistir que l'Acord de Belfast proporcionava els mecanismes necessaris per a aconseguir una Irlanda unida per mitjans constitucionals i sense necessitat de violència.
Quan el Sinn Féin va nomenar els seus dos ministres en el Consell Executiu, igual que el SDLP i el DUP, va decidir per raons tàctiques no incloure el seu líder en la llista. Quan algun temps després el SDLP va triar un nou líder, que va resultar ser un dels seus ministres, aquest va optar per continuar en el comitè. A hores d'ara, Adams dirigix el Sinn Féin a tot Irlanda, Caomhín O Caolain és el líder parlamentari en la República d'Irlanda i Martin McGuinness és el principal negociador, a més de dirigent del partit en l'Assemblea d'Irlanda del Nord.
El gener de 2021, Gerry Adams fou una de les 50 personalitats que van signar el manifest «Dialogue for Catalonia», promogut per Òmnium Cultural i publicat a The Washington Post i The Guardian, a favor de l'amnistia dels presos polítics catalans i del dret d'autodeterminació en el context del procés independentista català. Els signants lamentaren la judicialització del conflicte polític català i conclogueren que aquesta via, lluny de resoldre'l, l'agreuja: «ha comportat una repressió creixent i cap solució». Alhora, feren una crida al «diàleg sense condicions» de les parts «que permeti a la ciutadania de Catalunya decidir el seu futur polític» i exigiren la fi de la repressió i l'amnistia per als represaliats.

## Obres
- Falls Memories, 1982
- The Politics of Irish Freedom, 1986
- A Pathway to Peace, 1988
- An Irish Voice
- Cage Eleven, 1990
- The Street and Other Stories, 1992
- Free Ireland: Towards a Lasting Peace, 1995.
- Before the Dawn, 1996, Brandon Books, ISBN 0-434-00341-7 Disponible en català amb el títol: Abans de l'aurora (autobiografia). Barcelona Ed. Thassàlia, 1997.
- Selected Writings
- Who Fears to Speak...?, 2001(Original Edition 1991), Beyond the Pale Publications, ISBN 1-900960-13-3
- An Irish Journal, 2001, Brandon Books, ISBN 0-86322-282-X
- Hope and History, 2003, Brandon Books, ISBN 0-86322-330-3
- A Farther Shore, 2005, Random House
- "The New Ireland: A Vision For The Future", 2005, Brandon Books, ISBN 0-86322-344-3
- An Irish Eye, 2007, Brandon Books